# Tina Rupprecht
Christina „Tina“ Rupprecht (* 23. August 1992 in Augsburg) ist eine deutsche Boxerin und mehrmalige Deutsche Meisterin als Amateurin. 2013 wurde sie Profi und war von Juni 2018 bis März 2023 WBC-Weltmeisterin im Minimumgewicht. Im Januar 2024 gewann sie den WBC-Weltmeistertitel im Atomgewicht, seit November 2024 hält sie zusätzlich die WBA- und WBO-Titel. Im April 2025 erkämpfte sie zudem den IBF-Titel und hält damit als erste Person im deutschen Profiboxen alle vier großen WM-Titel.

## Leben
Tina Rupprecht studierte an der Universität Augsburg Lehramt für die Grundschule mit Hauptfach Sport. Sie unterrichtet in Teilzeit an der Realschule Zusmarshausen. Ihr Ehemann ist ebenfalls Lehrer.

## Sportliche Karriere

### Amateurkarriere
Im Alter von 12 Jahren wurde Rupprecht für das Kickboxen begeistert. Zwei Jahre später wechselte sie zum konventionellen Boxen. Als Amateurin beim 1. Boxclub Haan Augsburg e. V. erkämpfte sie sich 2009 und 2010 die deutsche Meisterschaft in der Altersklasse U19 im Papiergewicht (bis 46 kg). 2010 nahm Rupprecht zudem im Halbfliegengewicht an den Juniorinnen-Europameisterschaften teil, bei der sie sich im ersten Kampf der späteren Turniersiegerin Maja Strömberg mit 1:9 Punkten geschlagen geben musste. 2011 und 2012 wurde sie Deutsche Meisterin im Halbfliegengewicht der Frauen. Zudem errang Rupprecht 2012 die bayerische Meisterschaft, was sie 2013 wiederholen konnte. Nach Querelen mit dem Deutschen Boxsport-Verband wechselte sie mit einer Amateurbilanz von 30 Siegen, 5 Niederlagen und einem Unentschieden ins Profilager.

### Profikarriere
Ihren ersten Profikampf am 7. Dezember 2013 gewann sie nach gerade einmal 50 Sekunden durch Technischen K. o. Auch ihren zweiten und dritten Profikampf entschied Rupprecht jeweils bereits in der ersten Runde für sich. Mit dem Sieg über die Spanierin Joana Pastrana im Oktober 2016 sicherte sich Rupprecht den vakanten Silver-Female-Minimumweight-Titel des WBC. Es folgte der Gewinn des vakanten IBO Minimumweight Intercontinental Championships im Kampf gegen die Venezolanerin Luisana Bolívar im Mai 2017. Durch den Sieg über die Französin Anne Sophie Da Costa am 2. Dezember 2017 gewann Rupprecht den Interims-Weltmeistertitel des WBC. Nachdem die amtierende Weltmeisterin Momo Koseki ihre Karriere im Januar 2018 beendet hatte, wurde Yokasta Valle aus Costa Rica zur Gegnerin um die Weltmeisterschaft ernannt. Den am 16. Juni 2018 ausgetragenen Kampf entschied Rupprecht durch einstimmige Entscheidung der Wertungsrichter für sich und errang damit die WBC-Weltmeisterschaft im Minimumgewicht. Für Anfang 2021 war ein Vereinigungskampf in Costa Rica gegen die inzwischen den IBF-Weltmeistertitel führende Yokasta Valle geplant. An die Siegerin sollte zudem die IBO-Weltmeisterschaft und der Titel des Ring-Magazins vergeben werden. Allerdings wurde der Boxkampf von Seiten Valles kurzfristig abgesagt. In ihrem sodann ersten Kampf nach der durch die COVID-19-Pandemie bedingten Pause verteidigte Tina Rupprecht ihren WBC-Titel gegen die ehemalige IBF-Weltmeisterin Katia Gutiérrez. Auch ihren nächsten Kampf, am 10. Oktober 2022 gegen Rocio Gaspar aus Peru, konnte sie gewinnen und damit erneut den WBC-Titel verteidigen. Am 25. März 2023 verlor sie in Fresno den Kampf gegen die Amerikanerin Seniesa Estrada zur Vereinigung der Weltmeistertitel von WBC und WBA.
Am 13. Januar 2024 gewann Rupprecht in Berlin die WBC-Weltmeistertitel im Atomgewicht gegen die tschechische Titelverteidigerin Fabiana Bytyqi. Am 23. November 2024 gewann sie in Heidelberg die WBA- und WBO-Titel durch ihren Sieg über die Japanerin Eri Matsuda. Im Vereinigungskampf um zusätzlich den IBF-Titel blieb Rupprecht am 5. April 2025 in Potsdam gegen die Japanerin Sumire Yamanaka siegreich. Die Punktrichter werteten den Kampf einmal unentschieden und zweimal für Rupprecht. Sie ist damit  Undisputed Champion und als erste Deutsche die weltweit elfte Frau neben elf Männern im gleichzeitigen Besitz alle vier großen Gürtel einer Gewichtsklasse.

## Liste der Profiboxkämpfe

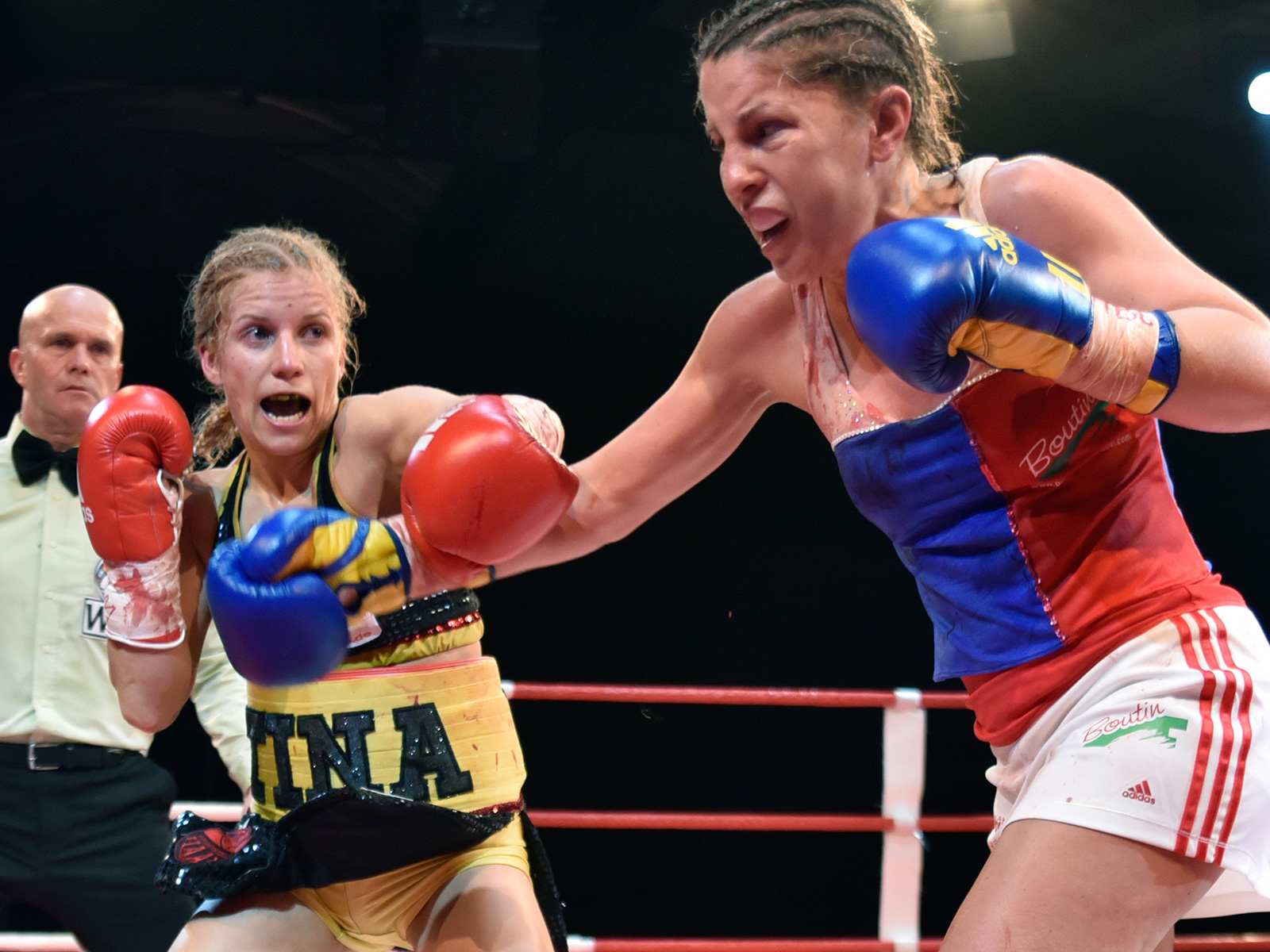
Rupprecht (links) am 2. Dezember 2017 im Kampf gegen Anne-Sophie Da Costa

| 14 Siege (3 K.o.-Siege), 1 Niederlage, 1 Unentschieden                                                              |              |                                  |                                                                     |                                                   |
| Jahr | Tag          | Ort                              | Gegner                                                              | Ergebnis für Rupprecht                            |
| 2013 | 7. Dezember  | Boxclub Haan, Augsburg           | Helena Tosnerova                                                    | Sieg / TKO 1. Runde                               |
| 2014 | 17. Mai      | Kongress am Park, Augsburg       | Ramona Panait                                                       | Sieg / KO 1. Runde                                |
| 2016 | 16. April    | FFC 56, Koblenz                  | Viktorija Mihailova                                                 | Sieg / TKO 1. Runde                               |
| 2016 | 22. Mai      | Antey Sportpalast, Tambow        | Yana Denisova                                                       | Punktsieg (einstimmig) / 6 Runden                 |
| 2016 | 7. Oktober   | Eventcenter, Königsbrunn         | Joana Pastrana vakanter WBC Silber-Titel                            | Punktsieg (einstimmig) / 10 Runden                |
| 2017 | 6. Mai       | Hydro-Tech Eisarena, Königsbrunn | Luisana Bolívar vakante IBO Interkontinental-Meisterschaft          | Punktsieg (Mehrheitsentscheidung) / 10 Runden     |
| 2017 | 2. Dezember  | Stockschützenhalle, Kühbach      | Anne Sophie Da Costa WBC-Weltmeisterschaft (interim)                | Punktsieg (einstimmig) / 10 Runden                |
| 2018 | 16. Juni     | Ballhausforum, Unterschleißheim  | Yokasta Valle vakante WBC-Weltmeisterschaft                         | Punktsieg (einstimmig) / 10 Runden                |
| 2018 | 15. Dezember | Stockschützenhalle, Kühbach      | Niorkis Carreno WBC-Weltmeisterschaft                               | Punktsieg (einstimmig) / 10 Runden                |
| 2019 | 6. April     | Ballhausforum, Unterschleißheim  | Maricela Quintero WBC-Weltmeisterschaft                             | Unentschieden (geteilte Entscheidung) / 10 Runden |
| 2019 | 21. Dezember | Cruise Terminal Altona, Hamburg  | Catalina Diaz WBC-Weltmeisterschaft                                 | Punktsieg (einstimmig) / 10 Runden                |
| 2021 | 24. Juli     | Hydro-Tech Eisarena, Königsbrunn | Katia Gutiérrez WBC-Weltmeisterschaft                               | Punktsieg (geteilte Entscheidung) / 10 Runden     |
| 2022 | 10. Oktober  | Römerhalle, Heilbronn            | Rocio Gaspar WBC-Weltmeisterschaft                                  | Punktsieg (einstimmig) / 10 Runden                |
| 2023 | 25. März     | Save Mart Arena, Fresno          | Seniesa Estrada Vereinigungskampf WBA/WBC-Weltmeisterschaft         | Punktniederlage (einstimmig) / 10 Runden          |
| 2024 | 13. Januar   | Verti Music Hall, Berlin         | Fabiana Bytyqi WBC-Weltmeisterschaft                                | Punktsieg (einstimmig) / 10 Runden                |
| 2024 | 23. November | Olympiastützpunkt Heidelberg     | Eri Matsuda Vereinigungskampf WBA/WBC/WBO-Weltmeisterschaft         | Punktsieg (einstimmig) / 10 Runden                |
| 2025 | 5. April     | MBS Arena Potsdam                | Sumire Yamanaka Vereinigungskampf WBA/WBC/WBO/IBF-Weltmeisterschaft | Punktsieg (Mehrheitsentscheidung) / 10 Runden     |
| Ab 2024 kämpfte Rupprecht im Atomgewicht, zuvor im Minimumgewicht \| Quelle: Tina Rupprecht in der BoxRec-Datenbank |              |                                  |                                                                     |                                                   |